# Wen Chao
Wen Chao (chinesisch 温超, Pinyin Wēn Chāo; * 16. August 1992) ist ein ehemaliger chinesischer Eishockeyspieler, der seit 2014 erneut für die Mannschaft aus Harbin in der chinesischen Eishockeyliga spielt.

## Karriere
Wen Chao begann seine Karriere als Eishockeyspieler bei der Amateurmannschaft aus Harbin, für die er in der Chinesischen Eishockeyliga spielte. 2013 wechselte er zu China Dragon, der einzigen chinesischen Profimannschaft, wo er in der Asia League Ice Hockey auf dem Eis stand. Seit 2014 verteidigte er wieder für das Amateurteam aus Harbin. 2017 beendete er seine Karriere.

### International
Für China nahm Wen Chao im Juniorenbereich an der U18-Weltmeisterschaft 2010 und der U20-Weltmeisterschaft 2012 jeweils in der Division III teil. Zudem vertrat er seine Farben 2012 beim U20-Turnier des IIHF Challenge Cup of Asia.
Mit der Herren-Nationalmannschaft spielte der Angreifer bei den Weltmeisterschaften der Division II 2013, 2014, 2015, 2016 und 2017. Zudem vertrat er seine Farben bei der Olympiaqualifikation für die Winterspiele in Pyeongchang 2018.

## Erfolge und Auszeichnungen
- 2004 Aufstieg in die Division II bei der U18-Weltmeisterschaft der Division III, Gruppe A
- 2015 Aufstieg in die Division II, Gruppe A, bei der Weltmeisterschaft der Division II, Gruppe B
- 2017 Aufstieg in die Division II, Gruppe A, bei der Weltmeisterschaft der Division II, Gruppe B

## Asia-League-Statistik
(Stand: Ende der Saison 2013/14)